# Stanley-Cup-Ring
Der Stanley-Cup-Ring ist eine Trophäe in der nordamerikanischen Eishockeyliga NHL, den Spieler, Trainer und weitere Mitglieder der Mannschaft erhalten, die den Stanley Cup gewonnen hat. Stanley-Cup-Ringe werden nicht von der Liga ausgegeben, sondern von den Mannschaften selbst, die auch die Kosten tragen. 

## Geschichte
Als 1893 die Montréal AAA erster Stanley-Cup-Sieger wurden, erhielt jeder Spieler einen Ring, auf dessen Oberseite das Wappen des Klubs und zwei gekreuzte Schläger eingraviert waren. Im Jahr darauf wurden Armbanduhren verliehen und 1915 erhielten die Vancouver Millionaires Medaillen. Doch danach etablierte sich der Ring als Trophäe für die Mitglieder der Stanley-Cup-Mannschaften. 
Die Toronto Maple Leafs waren in den 1960er Jahren sehr erfolgreich und konnten vier Mal in sechs Jahren den Stanley Cup gewinnen. Da jedoch die Anfertigung der Ringe sehr kostspielig für das Team war, erhielt nur die Mannschaft Ringe, die den ersten der vier Titel gewonnen hatte. 1965 weigerten sich die Montréal Canadiens, Trophäen für die Spieler zu verleihen, worauf die Spieler aus eigener Tasche Ringe anfertigen ließen.
Einen Stanley-Cup-Ring erhalten mittlerweile grundsätzlich alle Spieler und Trainer des Stanley-Cup-Siegers, aber auch Offizielle und weitere Angestellte des Franchise. 1994 gewannen die New York Rangers zum ersten Mal nach 54 Jahren wieder den Stanley Cup. Neben den aktuellen Spielern erhielten auch die noch lebenden Spieler der Meistermannschaft von 1940 Ringe, als Anerkennung für ihre Leistung. Das Mitglied der Hockey Hall of Fame Harry Howell konnte in seiner 21-jährigen Karriere nie den Stanley Cup gewinnen, doch 17 Jahre nach seinem Abschied aus der NHL erhielt er doch noch einen Stanley-Cup-Ring, als er 1990 für die Edmonton Oilers als Scout arbeitete.
Hat ein Spieler mit seinem Team den Stanley Cup gewonnen, wird sein Name auf den Pokal eingraviert und er darf ihn für einen Tag behalten und mit ihm machen, was er will. Doch danach hätte der Spieler kein Andenken mehr an diesen großen Erfolg und deshalb sind Stanley-Cup-Ringe sehr bedeutend für die Spieler als Erinnerungsstück. Der Preis für einen Ring beläuft sich aktuell auf 20.000 bis 25.000 US-Dollar. Der Ring ist mit aufwändigen Gravuren und dem Emblem des Teams verziert und ist umrandet von vielen Edelsteinen.

## Kurioses
- Eishockeyspieler Jim Pappin gewann mit den Toronto Maple Leafs 1967 den Stanley Cup, wollte aber nachdem er im Jahr darauf zu den Chicago Black Hawks transferiert wurde nichts mehr mit den Maple Leafs zu tun haben und gab seinen Ring seinem Schwiegervater Peter Kyrzakos. In den siebziger Jahren verlor jedoch Kyrzakos den Ring während eines Urlaubs in Vero Beach im US-Bundesstaat Florida. Er fragte daraufhin Eddie Shack, einen ehemaligen Teamkameraden von Pappin, ob er ein Duplikat von dessen Ring anfertigen lassen könne. Erst 1982 erzählte Kyrzakos Pappin von dem Verlust und übergab ihm das Duplikat. Im August 2007, drei Jahre nach Kyrzakos Tod, fand schließlich ein Taucher mit einem Metalldetektor den Ring mit Pappins eingravierten Namen im Golf von Mexiko und gab ihn zurück. Der ehemalige Eishockeyprofi erklärte darauf, dass er das Duplikat verkaufen werde und der Taucher den Erlös als Finderlohn erhält.[1]